# Sekundærrute 425
Sekundærrute 425 er en sekundærrute mellem Primærrute 28/30 nordvest for Billund og Primærrute 32 ved landsbyen Kalvslund. På sin 38 km lange rute passerer vejen Grene Sande, Hejnsvig, Donslund, Hovborg, Klelund Plantage, Holsted, Holsted Stationsby og Tobøl. I Holsted deler ruten vej med Sekundærrute 191.